# Empidonka grądowa
Empidonka grądowa, empidonka oliwkowa (Empidonax virescens) – gatunek małego ptaka z rodziny tyrankowatych (Tyrannidae). Zasiedla wschodnią połowę USA, zimuje w Ameryce Centralnej i północno-zachodniej części Ameryki Południowej. Gatunek monotypowy. Nie jest zagrożony.

## Morfologia
Długość ciała wynosi 13–15 cm, rozpiętość skrzydeł ok. 23 cm, zaś masa ciała 11–14 g. Samce cechują większe wymiary. Skrzydło mierzy ok. 6,9–7,8 cm u samców i 6,4–6,8 cm u samic; długość ogona waha się między 5,8 a 6,8 cm u samców i 5,7 a 5,9 cm u samic. Dookoła oka żółtawa obrączka oczna. Szczęka szara, żuchwa pomarańczowawa. Wierzch ciała, w tym głowa, grzbiet, kuper i pokrywy nadogonowe oliwkowe. Czoło nieco ciemniejsze. Spód ciała biały, nieco zielonkawy. Lotki brązowe, obrzeżenia lotek II rzędu białożółtawe, lotki I rzędu mają jasnożółte obrzeżenia zewnętrznych chorągiewek. Sterówki brązowe, obrzeżenia i stosiny żółtawe.

## Zasięg występowania i środowisko
W sezonie lęgowym zamieszkuje wschodnią połowę USA, od stanów Dakota Południowa i Minnesota na południe do środkowego Teksasu i wybrzeży Zatoki Meksykańskiej oraz na wschód po wybrzeża Atlantyku; niewielkie populacje gnieżdżą się także na południu prowincji Ontario w Kanadzie. Zimę spędza w Ameryce Centralnej – od Nikaragui na południowy wschód, oraz w północno-zachodniej części Ameryki Południowej – w Kolumbii, północno-zachodniej Wenezueli i zachodnim Ekwadorze.
W trakcie lęgów przebywa w lasach z dorosłymi drzewami liściastymi, z gęstą i zacienioną partią koron, lecz mało zwartą, otwartą warstwą podszytu. Preferuje lasy tego typu położone w okolicach strumieni, wąwozów rzecznych lub bagien. Poza sezonem lęgowym zasiedla nizinne tropikalne lasy.

## Behawior
Sprawnie latają i potrafią latać do tyłu. Gatunek nieobserwowany na ziemi. Jeżeli potrzebują kąpieli, wlatują w wodę jedynie piersią i wracają na gałąź, by wyczyścić upierzenie. Głównie owadożerny, żywi się owadami łapanymi w locie, w tym komarami i ćmami, oraz tymi zbieranymi z liści, np. mrówkami, żukami i pająkami.

## Lęgi
Okres lęgowy trwa od maja do sierpnia. Empidonka grądowa jest monogamiczna, ale odnotowywano również poligynię. Miejsce na gniazdo wybiera samica, która je buduje. Ma ono kształt kubeczka lub hamaka, mieści się na gałęzi 3–9 m nad ziemią. Budulec stanowią łodygi oraz inne części roślin, połączone suchą trawą i pajęczyną.
W lęgu 3–4 jaja o wymiarach ok. 1,9 × 1,4 cm. Cechuje je barwa biaława oraz brązowe plamki. Inkubacja trwa 13–14 dni, wysiaduje jedynie samica. Samiec rzadko donosi jej pożywienie, bierze jednak udział w karmieniu piskląt, które pozostają w gnieździe 13–15 dni. Po dalszych dwunastu dniach stają się samodzielne. Mogą się rozmnażać po roku.
Najdłużej żyjący dziki osobnik przeżył co najmniej 12 lat i 1 miesiąc.

## Status i zagrożenia
IUCN uznaje empidonkę grądową za gatunek najmniejszej troski (LC, Least Concern) nieprzerwanie od 1988 roku. Organizacja Partners in Flight szacuje liczebność populacji na 5,2 miliona osobników. Trend liczebności populacji uznawany jest za stabilny.
Lęgom zagrażać mogą puszczyki kreskowane (Strix varia), modrosójki błękitne (Cyanocitta cristata), kukawiki żółtodziobe (Coccyzus americanus), myszołowy szerokoskrzydłe (Buteo platypterus), dwóch innych przedstawicieli rodzaju Buteo, starzyki brunatnogłowe (Molothrus ater), węże smugowe (Pantherophis obsoletus), assapany południowe (Glaucomys volans) i gryzonie z rodzajów Tamias, Sciurus oraz Peromyscus.
W roku 1922 cena za jajo empidonki grądowej, zakupione w celach kolekcjonerskich, wynosiła 30 centów amerykańskich.